# Parafia Chrystusa Pana Zbawiciela w Podgórzu
Parafia Chrystusa Pana Zbawiciela w Podgórzu – parafia rzymskokatolicka, znajdująca się w archidiecezji lubelskiej, w dekanacie Chełm – Zachód.
Erygowana 28 sierpnia 1924 roku przez biskupa Mariana Fulmana.

## Zasięg parafii
Do parafii należą wierni z następujących miejscowości: Adolfin, Bieniów, Henrysin, Jankowice, Janów, Józefin, Julianów, Leonów, Niemirów, Nowosiółki-Kolonia, Nowosiółki, Podgórze, Stołpie, Tytusin, Wereszcze Duże, Zawadówka